# Gerhard Helbig
Gerhard Helbig (ur. 29 grudnia 1929 w Lipsku, zm. 29 maja 2008 tamże) – niemiecki germanista, językoznawca. Autor ponad 600 prac naukowych z zakresu gramatyki niemieckiej, nauczania języka niemieckiego jako języka obcego, językoznawstwa ogólnego. 

## Życiorys
Naukowo i dydaktycznie był związany z Lipskiem i Uniwersytetem Lipskim (do r. 1991: Uniwersytet im. Karola Marxa, Karl-Marx-Universität, KMU). Po zdaniu matury (1948) studiował w latach 1948–1952 na KMU germanistykę, anglistykę i filozofię. Po studiach pracował tam jako asystent (1953–1954) i lektor języka niemieckiego (do roku 1966). Doktorat (z literaturoznawstwa) uzyskał na KMU 4 listopada 1953 roku, habilitował się tamże (z zakresu językoznawstwa) 8 lipca 1968 roku. W międzyczasie (1962–1963) przebywał jako lektor języka niemieckiego w Bagdadzie oraz (1964–1965) w Kairze. 1966–67 był zatrudniony na stanowisku docenta w Instytucie Języków Obcych KMU. W latach 1967–95 był kierownikiem sekcji Językoznawstwo w Instytucie Herdera KMU. 1969 został powołany na stanowisko profesora zwyczajnego w tymże Instytucie, gdzie pracował do roku 1992.
1971–1975 pełnił funkcję prodziekana, a w latach 1975–1990 stanowisko dziekana Wydziału Kulturoznawstwa, Językoznawstwa i Nauk Pedagogicznych (Fakultät für Kultur-, Sprach- und Erziehungswissenschaften). W latach 1987–1988 przebywał w Grazu (Austria) jako profesor wizytujący. Od roku 1964 w redakcji „Deutsch als Fremdsprache” – czasopisma o profilu: nauczanie języka niemieckiego jako języka obcego, w latach 1969–2008 redaktor naczelny tego czasopisma.

## Osiągnięcia naukowe
Gerhard Helbig jest autorem wielu publikacji: monografii, artykułów, recenzji, leksykonów. Cenione i popularne w Niemczech i za granicą są jego dwie prace na temat historii nowszego językoznawstwa (Geschichte der neueren Sprachwissenschaft, Die Entwicklung der Sprachwissenschaft seit 1970). Tematami jego publikacji są: gramatyka języka niemieckiego (m.in. klasyfikacja części mowy, walencja czasownika, przypadki gramatyczne rzeczownika), nauczanie języka niemieckiego jako języka obcego, historia nowszych szkół językoznawczych.
Powszechnie używane są – również w polskiej germanistyce – jego (współautor: Joachim Buscha) podręczniki gramatyki języka niemieckiego.

### Publikacje książkowe (wybór)
Niektóre monografie i leksykony miały wiele wydań.
- (współaut.) Wolfgang Schenkel: Wörterbuch zur Valenz und Distribution deutscher Verben (1969)
- Geschichte der neueren Sprachwissenschaft: Unter dem besonderen Aspekt der Grammatik-Theorie (1970); Dzieje językoznawstwa nowożytnego (1982), tłum. z niem.: Czesława Schatte, Dorota Morciniec[7]
- (red.) Beiträge zur Valenztheorie (1971)
- (współaut.) Joachim Buscha: Deutsche Grammatik: ein Handbuch für den Ausländerunterricht (1972)
- Probleme der deutschen Grammatik für Ausländer (1972)
- (współaut.) Gertrud Heinrich: Das Vorgangspassiv ( 1972)
- Die Funktionen der substantivischen Kasus in der deutschen Gegenwartssprache (1973)
- (współaut.) Fritz Kempter: Die uneingeleiteten Nebensätze (1974)
- (współaut.) Joachim Buscha: Kurze deutsche Grammatik für Ausländer (1974)
- (współaut.) Joachim Buscha: Deutsche Übungsgrammatik (1976)
- [red.] Beiträge zur Klassifizierung der Wortarten (1977)
- Sprachwissenschaft, Konfrontation, Fremdsprachenunterricht (1981)
- Studien zur deutschen Syntax. Bd. 1-2 (1983/84)
- Die Entwicklung der Sprachwissenschaft seit 1970 (1986)
- Lexikon deutscher Partikeln (1988)
- (współaut.) Agnes Helbig: Lexikon deutscher Modalwörter (1990)
- (współred.) Wolfgang Fleischer, Gotthard Lerchner: Kleine Enzyklopädie. Deutsche Sprache (2001)
- (współaut.) Joachim Buscha: Leitfaden der deutschen Grammatik. Gramatica limbii germane standard (tłum. rumuńskie) (2014)

## Nagrody i odznaczenia
- 1977 Humboldt-Medaille der DDR in Bronze
- 1983 Gustav-Hertz-Preis der Karl-Marx-Universität Leipzig
- 1988 Jacob- und Wilhelm-Grimm-Preis der DDR
- 1994 Konrad-Duden-Preis der Stadt Mannheim
- Doktorat honoris causa Uniwersytet w Uppsali 1986[4]